# Bridge of Balgie (Brücke)

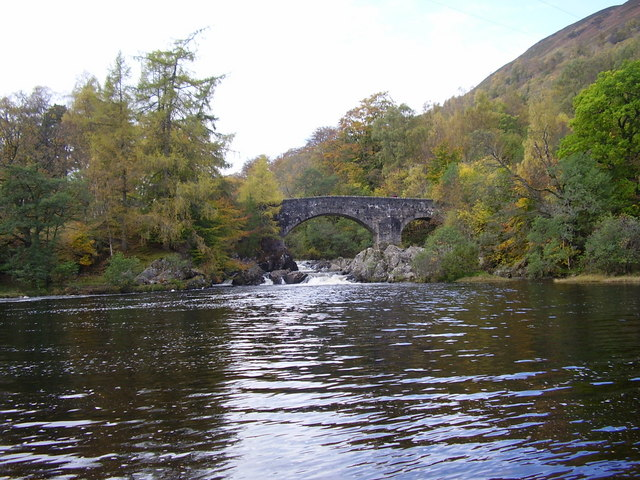
Blick auf Fluss und Brücke

Die Bridge of Balgie ist eine Brücke in der gleichnamigen Ortschaft im Norden von Schottland. Sie führt eine schmale Straße über den River Lyon.
Das im Laufe des 18. Jahrhunderts aus Natursteinen errichtete Bauwerk besitzt drei Bögen mit zwei Pfeilern. Der im Nordwesten lässt mehrfache Vergrößerungen erkennen. Die Brücke ist seit 1971 als Listed Building der Kategorie B ausgewiesen und steht somit unter Denkmalschutz.